# Pätzer Hintersee (Naturschutzgebiet)
Das Naturschutzgebiet Pätzer Hintersee liegt auf dem Gebiet der Gemeinde Bestensee im Landkreis Dahme-Spreewald in Brandenburg. Es gehört zum Naturpark Dahme-Heideseen.
Das Gebiet mit der Kennnummer 1213 wurde mit Verordnung vom 6. Januar 1998 unter Naturschutz gestellt. Das rund 463 ha große Naturschutzgebiet mit dem Pätzer Hintersee erstreckt sich südwestlich von Pätz, einem Ortsteil von Bestensee. Nördlich des Gebietes erstreckt sich der Pätzer Vordersee, östlich verläuft die B 179 und westlich die A 13. Östlich erstreckt sich das 15,5 ha große Naturschutzgebiet Pätzer Kiesgrube.

## Naturschutz

### Natura-2000- und FFH-Gebiet
Das NSG Pätzer Hintersee ist Teil des kohärenten europäischen ökologischen Netzes besonderer Schutzgebiete Natura 2000. Der Steckbrief des Bundesamtes für Naturschutz (BfN) enthält für das 460,99 Hektar umfassende FFH-Gebiet unter der Nummer 3747-304 folgende Charakterisierung:

„Eutropher Flachsee mit ausgedehnten Zwischenmoor-Verlandungszonen, kalkreichen Moorbereichen, Moor- und Bruchwäldern sowie artenreichen Feuchtwiesen, Vorkommen zahlreicher hochgradig gefährdeter Tier- und Pflanzenarten“

### Naturschutzgebiet
Die Verordnung über das Naturschutzgebiet beinhaltet als Schutzzweck unter anderem:

„[…] als Standort seltener in ihrem Bestand bedrohter wild wachsender Pflanzengesellschaften, insbesondere der ausgedehnten, weitgehend unberührten Schwimmblatt-, Schilf- und Röhrichtgesellschaften sowie der naturnahen Waldgesellschaften (z. B. Erlenbrüche) […] zur Sicherung des artenreichen Kalkzwischenmoores und der teilweise noch vorhandenen Trockenrasen […] als Lebensraum bestandsbedrohter Tierarten, insbesondere als Brut-, Nahrungs- und Überwinterungsgebiet für zahlreiche Vogelarten sowie als Rückzugsraum für Reptilien und semiaquatische Säuger […] wegen der besonderen Eigenart des Gebietes, insbesondere der reich strukturierten, naturnahen Uferbereiche […] aus ökologischen Gründen wegen der Bedeutung der mosaikartig vernetzten, unterschiedlichen Biotopstrukturen“

## Flora und Fauna

### Pflanzen
Unter den Lebensraumtypen listet der FFH-Steckbrief folgende Pflanzen- beziehungsweise Waldgesellschaften auf: Übergangs- und Schwingrasenmoore (Natura 2000-Code 7140; Caricion lasiocarpae und Rhynchosporion albae), Sümpfe und Röhrichte mit Schneide (7210; Cladium mariscus und Caricion davallianae), Kalkreiche Niedermoore (7230), Pfeifengraswiesen (6410), Feuchte Hochstaudenfluren (6430), Magere Flachland-Mähwiesen (6510; Arrhenatherion und Brachypodio-Centaureion nemoralis), Moorwälder (91D0), Natürliche und naturnahe nährstoffreiche Stillgewässer mit Laichkraut- oder Froschbiss-Gesellschaften (3150; Magnopotamion oder Hydrocharition) und Subkontinentale basenreiche Sandrasen (6120; Koelerion glaucae).

### Tiere
Nach Anhang II der Flora-Fauna-Habitat-Richtlinie und der Verordnung des Landes sind einschließlich ihrer für Fortpflanzung, Ernährung, Wanderung und Überwinterung wichtigen Lebensräume besonders geschützt: unter den Säugetieren der Europäische Biber (Castor fiber) und der Fischotter (Lutra lutra), unter den Amphibien/Reptilien die Rotbauchunke (Bombina bombina) und der Nördliche Kammmolch (Triturus cristatus), unter den Fischen der Bitterling (Rhodeus amarus), unter den wirbellosen Tieren die Große Moosjungfer (Leucorrhinia pectoralis) und der Große Feuerfalter (Lycaena dispar), sowie unter den Pflanzen der Kriechende Sellerie (Apium repens) und das Sumpf-Glanzkraut (Liparis loeselii).